# Dieter Van Besien
Dieter Van Besien né le 19 mars 1969 à Haecht, est un homme politique belge néerlandophone du parti Groen. 

## Biographie
Van Besien est devenu vendeur professionnel de matériel informatique chez IBM. 
Il a également été actif au sein du mouvement de jeunesse Chiro (équivalent au patro) et a été membre du conseil de la jeunesse de Haacht pendant de nombreuses années. Van Besien faisait partie de la direction régionale du Chiro de Haacht et était membre actif du comité de la jeunesse du Chiro National. En outre, il a été animateur adulte du Chiro de Haacht pendant dix ans. De 2010 à 2015, il a été membre du conseil d'administration de l'école primaire De Puzzel. 
Il est conseiller communal à Haacht depuis 2013. De 2016 à 2018, il était échevin des personnes âgées, du sport, de l'environnement et des technologies de l'information. Il est également président provincial de Groen pour le Brabant flamand. 
Aux élections fédérales du 25 mai 2014, Van Besien figurait à la deuxième place sur la liste Groen du Brabant flamand, mais il n'a pas été élu. Aux élections fédérales du 26 mai 2019, il se présente à la même place qu'en 2014 et est élu à la Chambre des représentants. 
Son frère cadet, Wouter Van Besien, est également actif en politique. De 2009 à 2014, il a été président de Groen et de 2014 à 2019, membre du Parlement flamand. Aux élections de 2019, contrairement à Dieter, il n'a pas été réélu. 
Dieter Van Besien est élu député à la Chambre des représentants à la suite des élections législatives fédérales belges de 2024.